# 池田郵便局 (香川県)
池田郵便局（いけだゆうびんきょく）は、香川県小豆郡小豆島町にある郵便局。民営化前の分類では集配特定郵便局であった（現在は集配機能を廃止）。

## 概要
住所：〒761-4301 香川県小豆郡小豆島町大字池田908-12

## 沿革
- 1874年（明治7年）12月16日 - 池田郵便取扱所として開設[1]。
- 1875年（明治8年）1月1日 - 池田郵便局（五等）となる。
- 1885年（明治18年）10月1日 - 貯金取扱を開始。
- 1891年（明治24年）2月16日 - 為替取扱を開始。
- 1968年（昭和43年）3月24日 - 電話の加入および料金に関する簡易な事務を除く電話交換業務、ならびに和文電報配達業務を土庄電報電話局に移管[2]。
- 2007年（平成19年）10月1日 - 民営化に伴い、併設された郵便事業土庄支店池田集配センターに一部業務を移管。
- 2012年（平成24年）10月1日 - 日本郵便株式会社の発足に伴い、郵便事業土庄支店池田集配センターを池田郵便局に統合。
- 2021年（令和3年）2月22日 - 集配業務を内海郵便局に移管。

## 取扱内容
- 郵便、印紙、ゆうパック、内容証明
- 貯金、為替、振替、振込、国際送金、国債
- 生命保険、バイク自賠責保険
- ゆうちょ銀行ATM（管轄はゆうちょ銀行松山支店）

## 周辺
- 小豆島町役場（旧・池田町役場）
- 香川県立小豆島みんなの支援学校
- 小豆島町立池田小学校
- 小豆島中央病院
- 小豆島病院

## アクセス
- 国際両備フェリー 池田港から東へ約1km（徒歩約12分）
- 小豆島オリーブバス 小豆島町役場池田庁舎前停留所下車
- 国道436号沿い
- 駐車場なし